# Tata Nano
Tata Nano je indický miniautomobil vyráběný automobilkou Tata Motors. Vůz byl představen na autosalonu v Dillí v lednu 2008 a původně stál v nejlevnější verzi 100 tisíc rupií, tj. asi 45 000 korun, a proto byl nejlevnějším automobilem na světě. Cena se postupně zvyšovala, v červnu 2011 byla na úrovni 115 400 rupií (asi 43 tis. Kč). V roce 2010 se v Indii prodalo více než 100 tis těchto vozů. Výroba tohoto modelu byla ukončena v roce 2018.

## Specifikace
Vůz se prodává ve třech verzích, lišících se převážně výbavou. Nejdražší verze LX obsahuje oproti nejlevnější např. klimatizaci, centrální zamykání nebo elektricky stahovatelá okénka, je také o něco vyšší. V rámci šetření nákladů vůz např. má jen jedno zpětné zrcátko, nemá posilovač řízení, airbagy či autorádio.
Vůz pohání dvouválcový motor o objemu 624 cm³ a má maximální rychlost 105 km/h. Průměrná spotřeba paliva je 23,6 kilometrů na litr (asi 4,24 l na 100 km). Jiné pohonné jednotky zatím nejsou k dispozici.

## Další verze
Vůz měl mít také motor poháněný stlačeným vzduchem, k výrobě této verze však nedošlo. Také verze pohonu na elektřinu, představená na v roce 2010 na ženevském autosalonu, se dosud nevyrábí. Probíhá také vývoj dieselové verze.

## Tata Nano v Evropě
Podle vyjádření ředitele vývoje malých vozů Girishe Wagha pro německý magazín Focus, chce Tata prodávat příští generaci Nano v Evropě. Nástupce současného modelu Nano, který by měl být představen v roce 2012, proto bude přizpůsoben evropským požadavkům na bezpečnost a bude splňovat emisní normu Euro V. Tata také chce snížit normovanou spotřebu v kombinovaném cyklu z 5 na 3 litry na 100 km. Společnost uvažuje o výrobě evropské verze v Rumunsku a to v prostorách opuštěného závodu Nokie.

## Továrna
Továrna na výrobu vozů měla původně stát nedaleko Kalkaty v Bengálsku. Tamní aktivisté požadovali náhradu půdy zabrané kvůli továrně místním zemědělcům. Protesty donutily automobilku projekt opustit (i když výstavba továrny již začala) a továrnu postavit na jiném místě, ve státě Gudžarát. To celý projekt o mnoho měsíců zdrželo.